# Новопавлівка (Бердянський район)
Новопавлівка (від 1938 до 2016 — Партизани) — село в Україні, у Приморській міській громаді Бердянського району Запорізької області. Населення становить 1534 особи.

## Географія
Село Новопавлівка розміщене на правому березі річки Обитічна, за 15 км від центру громади і за 22 км від залізничної станції Трояни. Нижче за течією примикає село Лозанівка. Річка в цьому місці звивиста, утворює лимани і стариці.

## Історія
Село засноване в 1860 році нащадками задунайських та чорноморських козаків, що переселилися зі станиці Павлівської (Краснодарського краю РФ).
З березня 1923 по грудень 1924 року село Ново-Павлівка було центром Ново-Павлівського району Бердянської округи.
12 червня 2020 року, відповідно до розпорядження Кабінету Міністрів України № 713-р «Про визначення адміністративних центрів та затвердження територій територіальних громад Запорізької області», увійшло до складу Приморської міської громади.
17 липня 2020 року, в результаті адміністративно-територіальної реформи та ліквідації  Приморського району увійшло до складу Бердянського району.
Село тимчасово окуповане російськими військами 24 лютого 2022 року.

## Населення

### Мова
Розподіл населення за рідною мовою за даними :
| Мова            | Кількість | Відсоток |
| --------------- | --------- | -------- |
| українська      | 1312      | 85.53%   |
| російська       | 213       | 13.89%   |
| болгарська      | 4         | 0.26%    |
| білоруська      | 2         | 0.13%    |
| вірменська      | 1         | 0.06%    |
| інші/не вказали | 2         | 0.13%    |
| Усього          | 1534      | 100%     |

## Економіка
- «Лан», агрофірма.
- «Деметра», агрофірма.

## Об'єкти соціальної сфери
- Школа.
- Дитячий садочок.
- Клуби.
- Лікарня.

## Видатні уродженці
Губар Іван Гаврилович (18 квітня 1929 — 30 вересня 2018) — почесний громадянин Володимира-Волинського, заслужений вчитель УРСР, кавалер орденів Трудового Червоного Прапора (1971) та Леніна (1986), директор Володимир-Волинського педагогічного училища у 1961—1996 рр.